# Гогне (район)
Гогне — район зоби (провінції) Гаш-Барка, що в Еритреї. Столиця — місто Гогне.